# Țenino, Sliven
Țenino (în bulgară Ценино) este un sat în comuna Nova Zagora, regiunea Sliven,  Bulgaria. 

## Demografie
Componența etnică a satului Țenino
     Bulgari (76,62%)
     Romi (20,77%)
     Nicio identificare (0,43%)
     Altele (2,16%)
La recensământul din 2011, populația satului Țenino era de 231 locuitori. Din punct de vedere etnic, majoritatea locuitorilor (76,62%) erau bulgari, cu o minoritate de romi (20,77%). Pentru 0,43% din locuitori nu este cunoscută apartenența etnică.